# Lopo
Lopo (fl. XIII secolo) è stato un xograr (menestrello, giullare) galiziano attivo nella prima metà del XIII secolo, vincolato alla corte dei regni di León e Castiglia.
Nel 1248 si trovava con Ferdinando III alla conquista di Siviglia. È autore di tre cantigas de amor e otto cantigas de amigo, tra cui una cantiga de romería.